# Rampur (Himachal Pradesh)
Rampur (o Rampur Bushahr) è una città dell'India di 5.653 abitanti, situata nel distretto di Shimla, nello stato federato dell'Himachal Pradesh. In base al numero di abitanti la città rientra nella classe V (da 5.000 a 9.999 persone).

## Geografia fisica
La città è situata a 31° 26' 60 N e 77° 37' 60 E e ha un'altitudine di 1.349 m s.l.m..

## Società

### Evoluzione demografica
Al censimento del 2001 la popolazione di Rampur assommava a 5.653 persone, delle quali 3.308 maschi e 2.345 femmine. I bambini di età inferiore o uguale ai sei anni assommavano a 537, dei quali 293 maschi e 244 femmine. Infine, coloro che erano in grado di saper almeno leggere e scrivere erano 4.773, dei quali 2.884 maschi e 1.889 femmine.